# Aino Perman
Aino Vilhelmina Perman, född 7 november 1901 i Jakobstad, död 28 april 1980, var en finländsk skolledare.
Perman, som var dotter till direktör Hugo Axel Ahlbäck och Selma Amanda Dahl, blev student 1919, filosofie kandidat 1925 och filosofie magister 1927. Hon företog studieresor till Dresden och Dijon 1922, Dresden 1924, München och Grenoble 1928, Leipzig 1929, München (Deutsche Akademie) 1936 och Paris (Centre international d'études pédagogiques) 1951. Hon var vikarie för yngre lektorstjänsten i tyska och franska vid Svenska flicklyceet i Helsingfors 1928, äldre lektor i tyska och franska vid Jakobstads samlyceum från 1929 och skolans rektor 1960–1966. Hon var ordförande i Svenska kvinnoklubben i Jakobstad 1947–1955 och sekreterare i Svenska folkpartiets lokalavdelning i Jakobstad 1956.